# مارکوس بکر
مارکوس بکر (آلمانی: Marcus Becker؛ زادهٔ ۱۱ سپتامبر ۱۹۸۱) قایقران کانو اهل آلمان است.